# Сапоги до колен

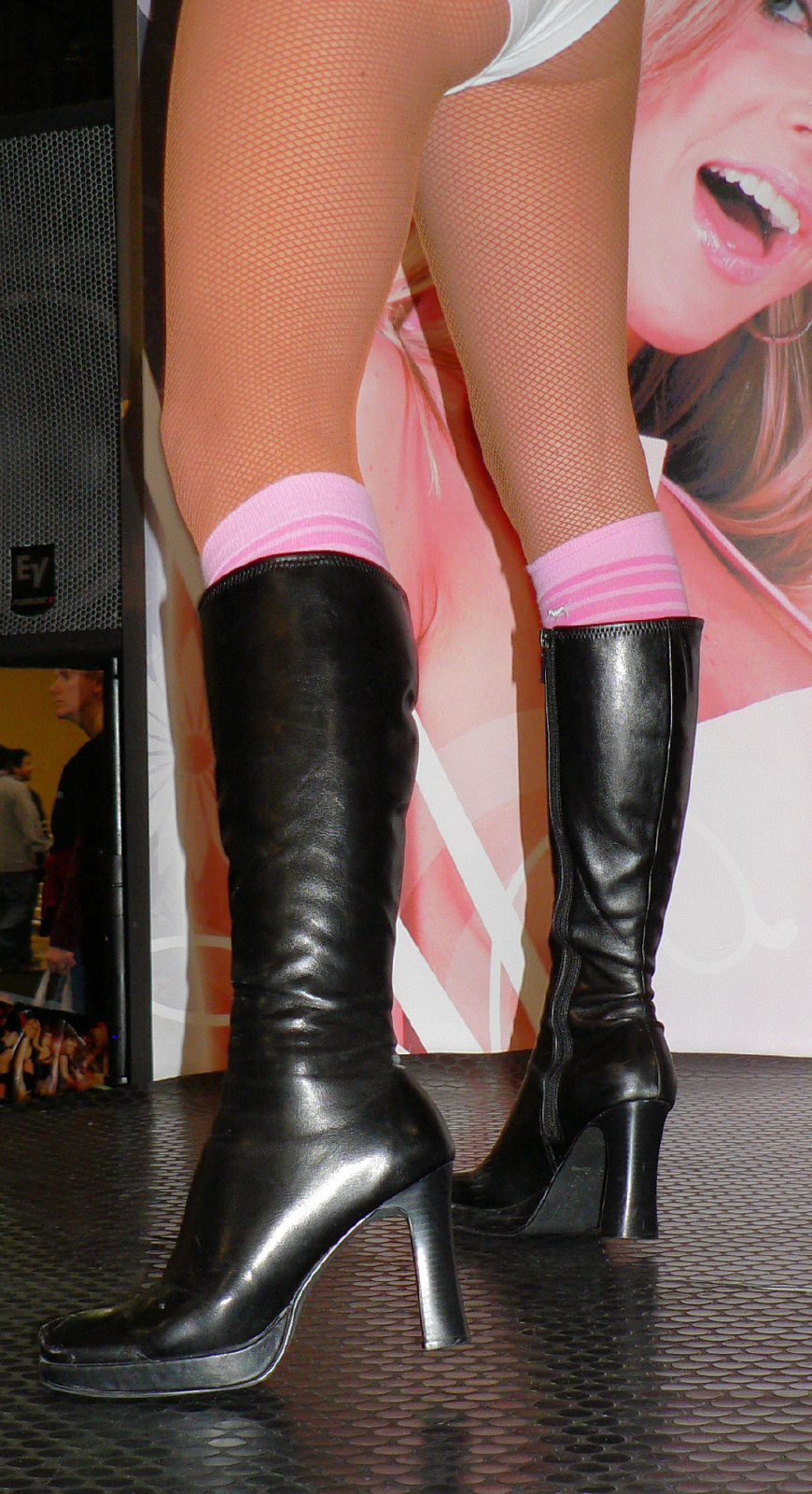

Сапоги до колен — сапоги с голенищем, высотой доходящим до колена, либо слегка ниже колена. Обычно их голенище сужается к щиколотке. Изначально кожаные сапоги до колен были составной частью военной формы, а резиновые сапоги использовались, главным образом, охотниками, рыбаками, фермерами для защиты ног от воды и грязи. 
Модельные сапоги до колен возникли во второй половине 50-х годов. Особую популярность они обрели во второй половине 60-х годов в связи с модой на мини-юбки (см. сапоги для танцев). Производятся модельные сапоги до колен из натуральной кожи, из текстиля, из различных синтетических кожезаменителей и прочих материалов. По фасону различаются сапоги без застежек (обычно с широким голенищем), сапоги с молнией (с внутренней стороны либо сзади), шнурованые сапоги (ботильоны) и различные комбинированные модели.